# Colopha compressa
Colopha compressa är en insektsart som först beskrevs av Koch 1856. Enligt Catalogue of Life ingår Colopha compressa i släktet Colopha och familjen långrörsbladlöss, men enligt Dyntaxa är tillhörigheten istället släktet Colopha och familjen pungbladlöss. Arten är reproducerande i Sverige. Inga underarter finns listade i Catalogue of Life.

## Bildgalleri

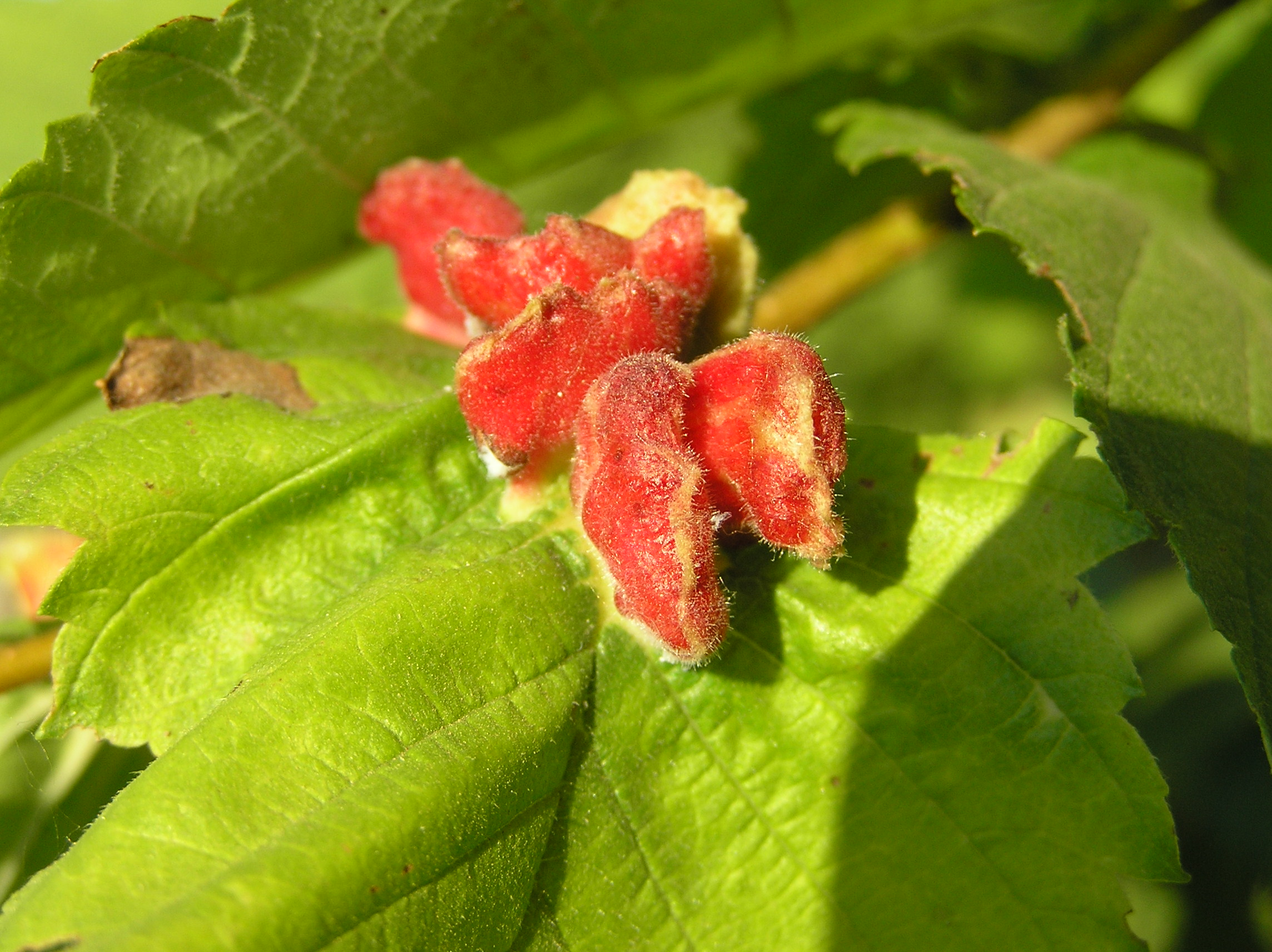
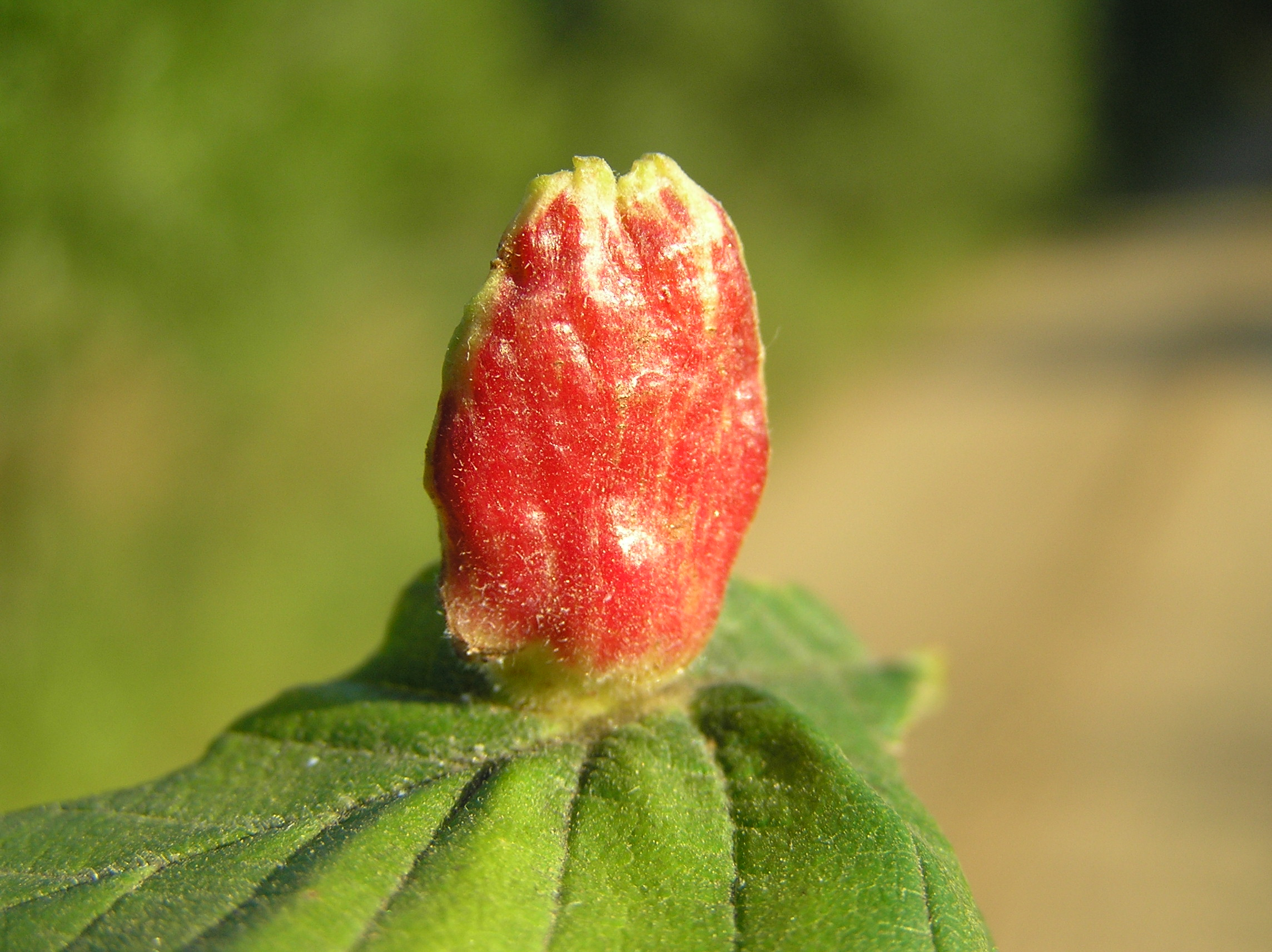
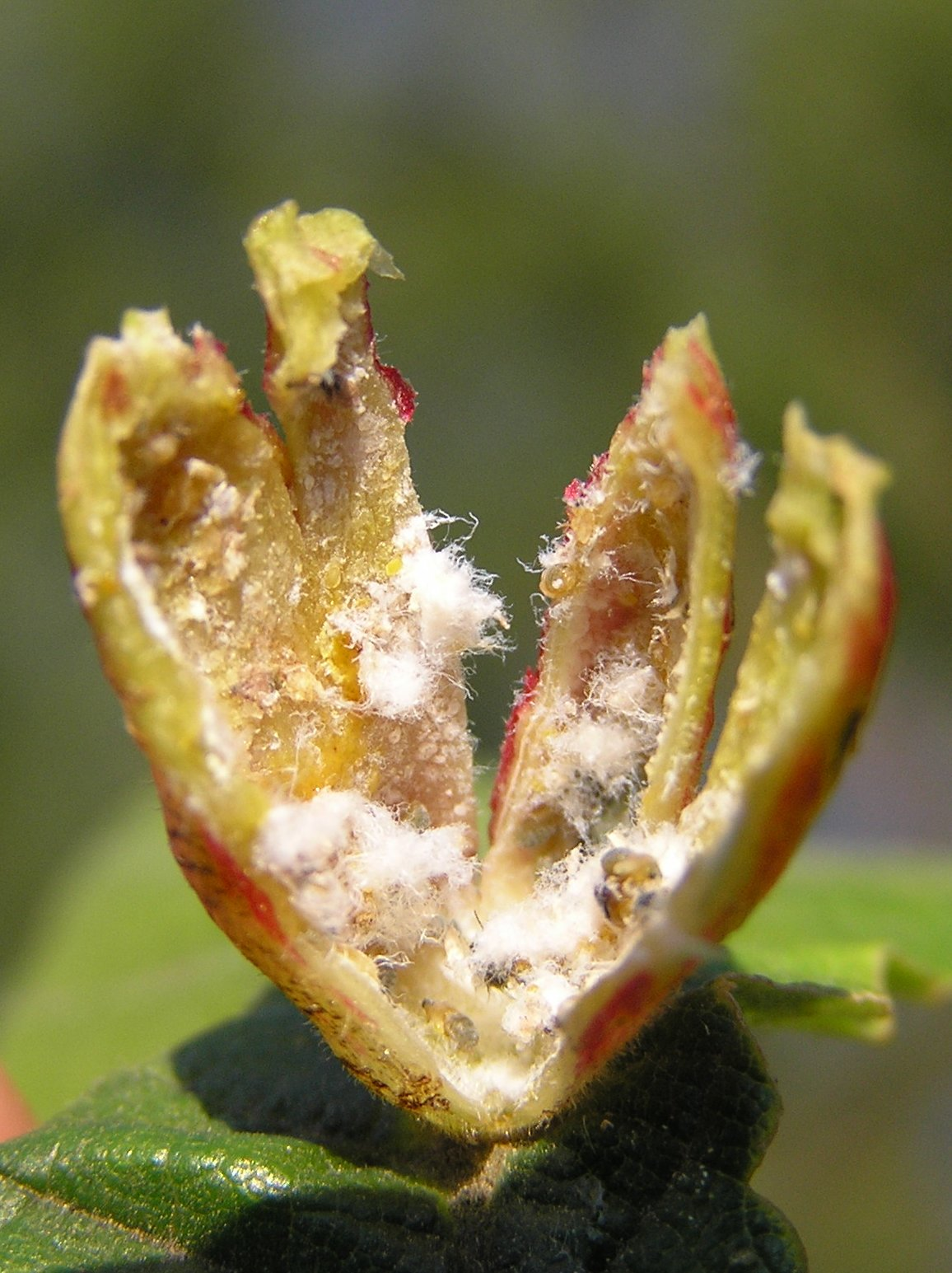
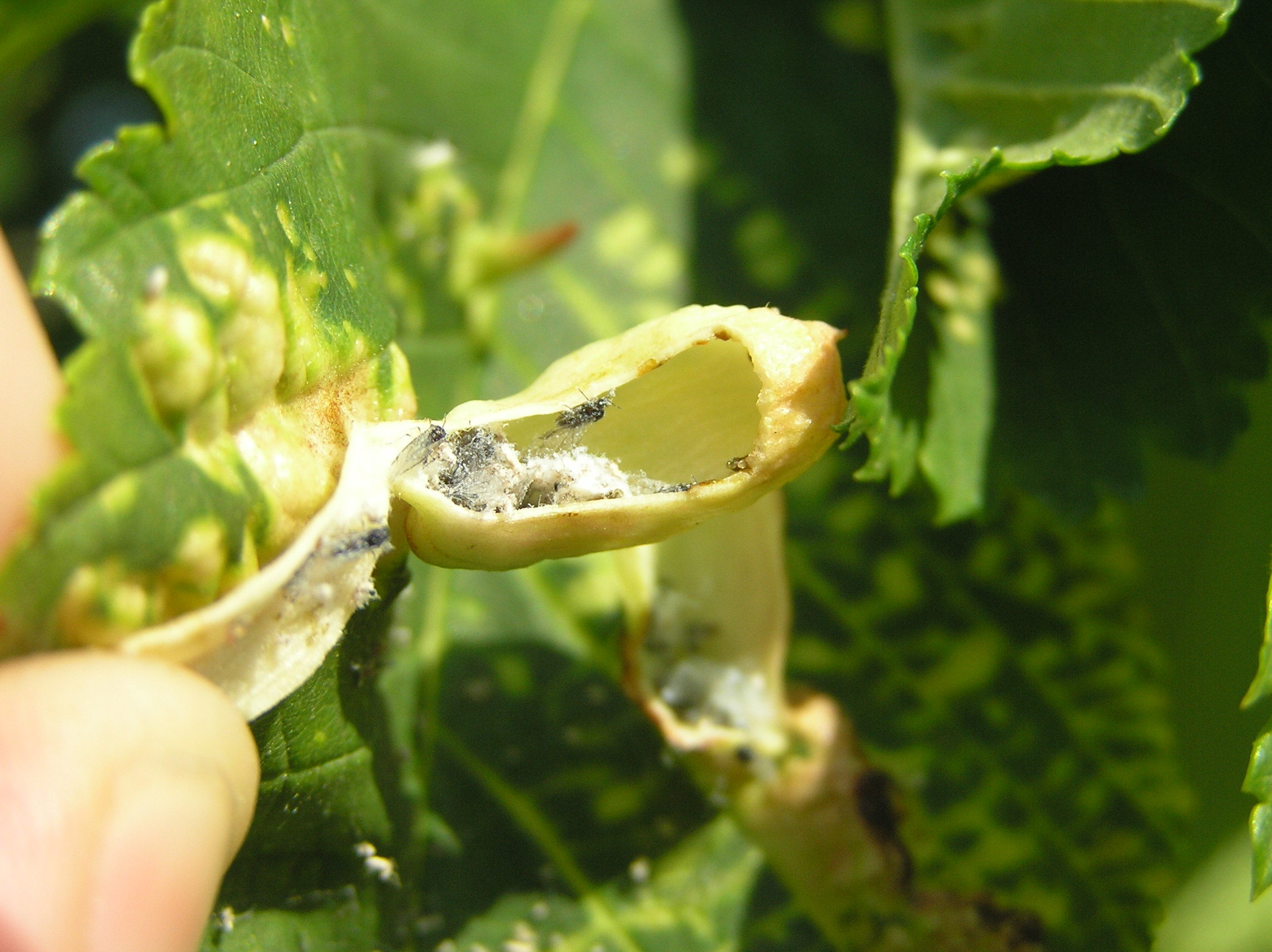